# コントロール (2004年の映画)
『コントロール』（原題：Control）は、2004年にアメリカで製作されたサスペンス映画。

## ストーリー
「怪物」と称された死刑囚リー・レイ・オリヴァーは、数多くの凶悪犯罪に手を染めたため、ついに致死注射による死刑執行の時を迎えた。だが、彼は死なずに死体保管室で目を覚ました。注射内の薬品が入れ替えられており、彼の死刑は偽装されたものだったのだ。そして、それは脳科学の権威であるコープランド博士の指示によるものだった。状況が上手く飲み込めないリー・レイに、博士は「自分が研究・開発しているある薬品の実験台になれば、死刑を見逃してやる」と提案する。その提案に彼は仕方なく賛成するのだった。
こうしてコープランド博士率いる研究チームの監視の下、薬品の実験台にされることになったリー・レイ。その薬品「アナグレス」とは、被験者の脳の性質を変化させ、その者が持つ凶暴性や暴力性を抑えるという画期的な物だった。だが、凶悪犯であるリー・レイが大人しく捕まっているはずもなく、監視の隙を見つければ脱走を企て、その際に大勢の研究員・監視員を傷つけるのだった。しかし、実験を開始した数日後、彼の心に変化が生じていく、罪の意識や自責の念が芽生え始めたのだ。これを知った博士は、実験を第二段階へと進めることにする。それはリー・レイを社会に出し、一般市民と共に生活させるという危険なものだった。

## キャスト
※括弧内は日本語吹替
- リー・レイ・オリヴァー - レイ・リオッタ（加藤亮夫）
- マイケル・コープランド博士 - ウィレム・デフォー（金尾哲夫）
- テレサ - ミシェル・ロドリゲス（笹森亜希）
- アーロ・ペナー博士 - スティーヴン・レイ（松本大）
- バーバラ・コープランド - ポリー・ウォーカー
- エデン・ロス - キャスリーン・ロバートソン
- ビル・カプート - ティム・ディケイ

## スタッフ
- 監督：ティム・ハンター
- 製作：ランドール・エメット、ジョージ・ファーラ、アンドレアス・グロッシュ
- 製作総指揮：ジョン・トンプソン
- 脚本：トッド・スラヴキン、ダーレン・スウィマー
- 撮影：デニス・レノア